# Un neveu studieux
Pour plus de détails, voir Fiche technique et Distribution.
Un neveu studieux (The Monkey's Uncle) est un film américain de Robert Stevenson sorti en 1965. C'est la suite du film Les Mésaventures de Merlin Jones (1964).

## Synopsis
L'Université Midvale apprend qu'un certain M. Astorbilt, donnera une énorme donation, à condition que l'école construise une machine volante propulsée par la force humaine. Si elle réussit avant une certaine date, la donation est pour l'école sinon elle sera offerte à une école rivale. Merlin Jones conçoit un avion léger qu'il fait fonctionner grâce à des pédales de bicyclette. En prenant conscience que même ses amis joueurs de football ne seront pas assez forts pour un tel exploit, il développe un élixir de force (basé sur l'adrénaline), qui devrait permettre à un homme de s'envoler avec sa machine.
Pour avoir l'aide des sportifs, il crée « une façon honnête de tricher » en adaptant la méthode d'hypnopédie récemment découverte afin qu'ils réussissent un examen d'histoire particulièrement difficile. Une fois les sportifs endormis, un minuteur démarre un disque avec la voix de Jennifer faisant la leçon. Mais un problème survient durant le cours, l'un des sportifs, interrogé à l'oral parle avec la voix de Jennifer. Après plusieurs péripéties Merlin obtient l'aide de sportifs.
Le pilote boit l'élixir, pédale ensuite dans le ciel, gagnant le concours. Mais le riche donateur est en réalité un patient échappé d'un hôpital psychiatrique local que des hommes en blancs viennent reprendre.

## Fiche technique
- Titre original : The Monkey's Uncle
- Titre français : Un neveu studieux
- Réalisation : Robert Stevenson assisté de Joseph L. McEveety, Arthur J. Vitarelli (seconde équipe)
- Scénario : Tom August, Helen August
- Direction artistique : Carroll Clark, William H. Tuntke
- Photographie : Edward Colman
- Montage : Cotton Warburton
- Musique : Buddy Baker
  - Orchestration : Walter Sheets
  - Chansons : Richard M. Sherman et Robert B. Sherman
- Décors : Hal Gausman, Emile Kuri
- Costume : Gertrude Casey, Chuck Keehne
- Maquillage : Pat McNalley
- Coiffure : La Rue Matheron
- Effets spéciaux : Eustace Lycett, Robert A. Mattey
- Son : Robert O. Cook, Evelyn Kennedy (montage)
- Producteur : Walt Disney, Ron Miller
- Société de production : Walt Disney Productions
- Société de distribution : Buena Vista Distribution Company
- Pays d'origine : États-Unis
- Format : Couleurs - 1,75:1 - Mono - 35 mm
- Genre : Comédie
- Durée : 87 minutes
- Date de sortie : 23 juin 1965

Sauf mention contraire, les informations proviennent des sources concordantes suivantes : Leonard Maltin et IMDb

## Distribution
- Tommy Kirk (VQ : Jacques Brouillet) : Merlin Jones
- Annette Funicello (VQ : Louise Turcot) : Jennifer
- Leon Ames (VQ : Jean-Paul Dugas) : Judge Holmsby
- Frank Faylen : Mr. Dearborne
- Arthur O'Connell (VQ : Roland Chenail) : Darius Green III
- Leon Tyler (VQ : Marc Bellier) : Leon
- Norman Grabowski : Norman
- Alan Hewitt : Professor Shattuck
- Cheryl Miller : Lisa
- Connie Gilchrist : Mrs. Gossett
- Gage Clarke : College President
- Mark Goddard : Haywood
- Harry Holcombe : Regent
- Alexander Lockwood : Regent
- Harry Antrim : Regent

Source : Leonard Maltin, Dave Smith, IMDb et Doublage Québec

## Chansons du film
- The Monkey's Uncle - The Beach Boys

## Sorties cinéma
Sauf mention contraire, les informations suivantes sont issues de l'Internet Movie Database.
- États-Unis : 23 juin 1965 (première), 18 août 1965
- Royaume-Uni : 26 juillet 1965

## Origine et production
Le film Un neveu studieux est la suite des Mésaventures de Merlin Jones sorti en 1964. La chanson The Monhey's Uncle est interprétée par The Beach Boys,. Jimmy Johnson fait remarquer que la bande originale ne comporte aucune chanson en dehors de celles chantées par Annette Funicello et les Beach Boys.  Annette Funicello a participé à plusieurs films Disney dont Quelle vie de chien ! (1959), Babes in Toyland (1961) et Les Mésaventures de Merlin Jones (1964).
L'histoire reprend le jeune génie Merlin Jones dans de nouvelles expériences, et comme le premier opus, le film est découpé en deux parties distinctes. Dans la première partie, Merlin adopte et éduque un chimpanzé nommé Stanley. Dans la seconde partie, un membre du conseil d'administration offre un million de dollars pour supprimer le football de l'école mais un ami du juge Holmsby propose lui 10 millions si l'école parvient à faire voler un homme. Le juge demande alors l'aide de Merlin.

## Sortie et Accueil
Le film a été diffusé à la télévision dans l'émission The Wonderful World of Disney sur NBC en deux épisodes, le 26 novembre et 3 décembre 1967. Pour Richard F. Shepherd du New York Times, le film est « comme un rafraîchissement lors d'une journée chaude, une boisson fraîche qui ne dure pas longtemps mais qui fait son effet. »
Le film a été édité en vidéo en 1986.

## Analyse
Pour Leonard Maltin, le meilleur compliment à faire au film est qu'il mieux que Les Mésaventures de Merlin Jones (1963). Par rapport au premier opus, Un neveu studieux est plus dynamique et la seconde séquence offre une scène chimérique au juge comme membre de la fraternité des oiseaux. Elle comporte aussi une scène cocasse où Merlin refuse de laisser  son chimpanzé à une baby-sitter mais quand sa copine Jennifer le convainc, il trouve une blonde aux formes généreuses, ce qui déplaît bien sûr à Jennifer.
Pour Steven Watts, Un neveu studieux est l'une des nombreuses comédies à budget modéré attirant le public avec de l'humour et souvent les mêmes acteurs produites après le succès de Quelle vie de chien ! (1957).